# 에어버스 A380
에어버스 A380(프랑스어: Airbus A380)은 에어버스가 개발한 2층 구조의 초대형 4발 항공기이다. 대형 항공기 시장을 독점하고 있는 보잉 747에 대항하기 위해 2000년 12월 19일 개발에 착수했으며, 2005년 4월 27일 에어버스의 본사가 있는 프랑스 오트가론주 툴루즈에서 첫 비행을 성공적으로 마쳤다. 2009년 기준 대당 가격은 약 3억 유로이다.

## 구조

### 동체
여객기는 승객을 많이 태우면서도 너무 크지도 않아야 되기 때문에 높이가 높은 달걀 모양으로 되어 있으며 무게를 줄이기 위해 알루미늄 리튬 합금이나 합성 재료를 사용하였다. 출시 전까지 가장 큰 여객기였던 보잉 747과 달리 동체 전체가 2층 구조이기 때문에 보잉 747에 비해 객실이 50%가량 넓어졌다. 3개의 트랩(탑승구)이 있어 853명의 승객과, 승무원들이 비상시 암흑속에서 탈출하는데 80초밖에 걸리지 않는다.
흔히 알려진 3가지 종류(퍼스트-비지니스-이코노미)로 좌석배치를 구성할 경우 555석, 전체를 이코노미석으로만 배치할 경우 853석을 일반으로 배치하면 1000석정도의 좌석을 마련할 수 있다. 항공사의 주문에 따라 와인바 등을 마련할 수 있으며 에미레이트 항공에서는 A380 1등석 14명의 승객을 위해 스파를 할 수 있는 공간이 있으며 5분간 물이 나온다.

### 엔진

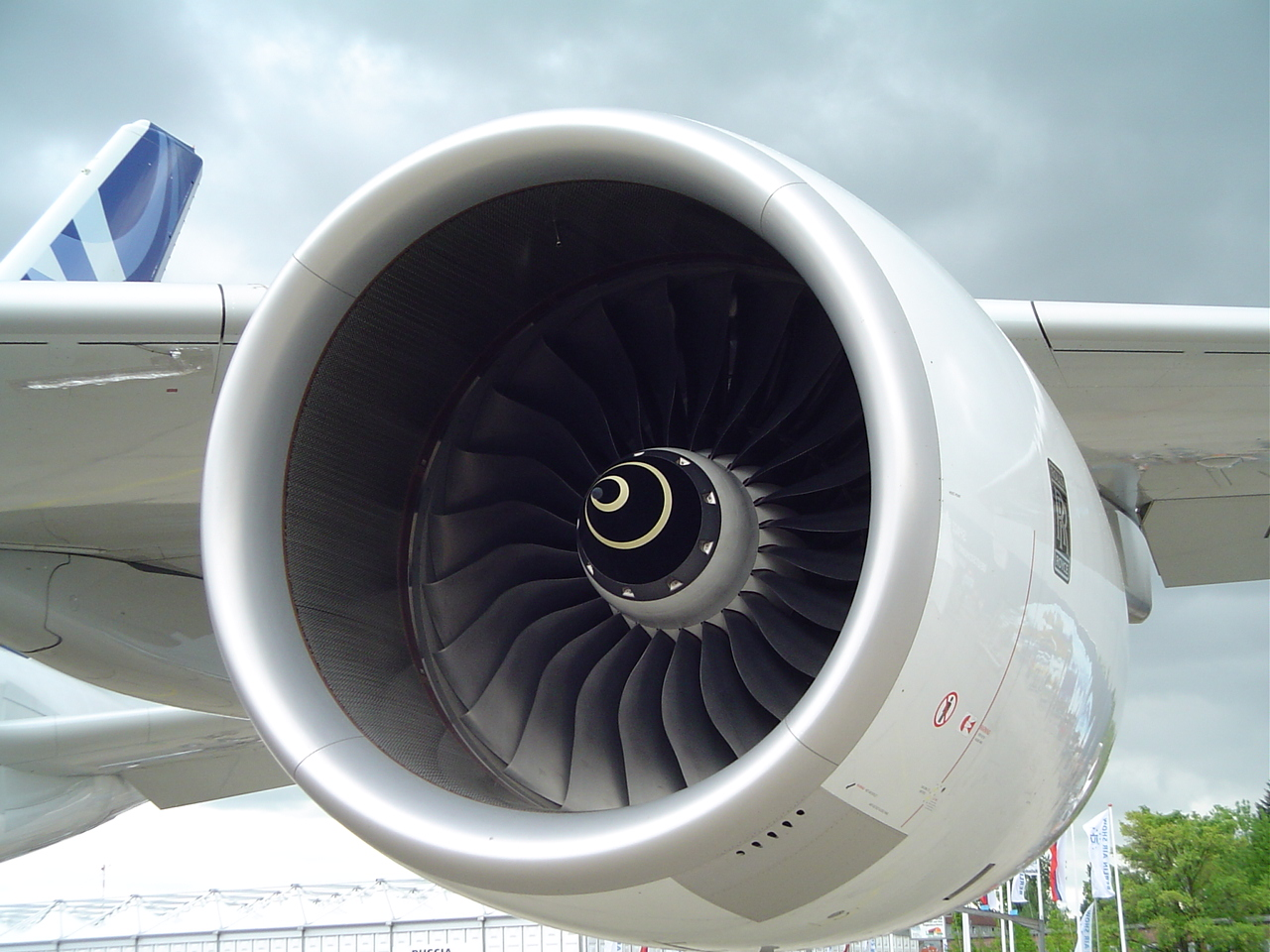
롤스로이스사 트렌트 900 엔진

롤스로이스 홀딩스의 트렌트 970 엔진(세부명 A380-841)/트렌트 972 엔진(세부명 A380-842)이나 엔진 얼라이언스(GE와 P&W의 합작 회사)의 GP7200 엔진 (세부명 A380-861)을 장착할 수 있다. 엔진 효율이 좋기 때문에 기항하지 않고 15,000 km 이상 비행 (EX)뉴욕-싱가포르, 파리-호놀룰루, 인천-뉴욕)이 가능하다. 최대 하중은 560톤으로 이 때 3,000미터를 가기 전에 이륙할 수 있으며, 1,200미터 안에 착륙할 수 있다.

### 조종석
에어버스는 20여년 전부터 전기조종 시스템을 적용시켜 왔고 모든 조종 법칙 및 비행이 다른 비행기와 똑같도록 프로그래밍되어 있기 때문에 크기가 커도 조종시 다른 여객기와 크게 다르지 않다.
조종석에서도 기본적인 것은 같다. 좀더 크기 때문에 일반 정보와 새로운 정보를 같이 띄울 수 있는 것이다. 예를 들어 내비게이션 화면에 장애물들이 나오는데 아랫부분에 다른 형식으로 정보가 더 제공된다. 장애물의 위치, 구름, 수직으로 강하게 발달하는 구름도 나오며 하강지점 등 비행경로를 미리 볼 수 있는 화면도 있다. 전기조종시스템은 비행기의 안전도 한층 강화시켜준다. 비행기가 양력을 잃고 추락하는 것을 방지해주는 것이다. 이러한 전기 조종 시스템은 극한의 상황에서 비행기가 60도 이상으로 기울어져도 이탈하거나 뒤집히지 않도록 안전성을 유지해준다.

### 착륙 장치
바퀴를 뒤쪽(main gear)에 20개, 앞쪽(nose gear)에 2개를 설치해 비행기 중에선 3번째로 많다..뒤쪽의 20개와 앞쪽의 2개를 합해서 바퀴의 개수는 22개이다 활주로가 튼튼해도 하중을 무한대로 견딜 수 없기 때문에 바퀴 수를 늘려 A380의 하중을 잘 분배하기 위해서이다.

## 제작
에어버스의 본사가 있는 오트가론주 툴루즈에서 조립된다. 5층짜리 건물만한 작업장에서 동체 앞, 중간, 뒤 세 부분의 조립부터 시작된다. 레이저 측정 시스템을 통해 동체의 각 부분을 맞춘다. 그 다음에 날개를 운반해와 수백개의 리벳을 사용해 객실쪽에 고정시킨다. 마지막으로 착륙장치를 조립하면 조립은 끝난다. A380을 완전히 조립하려면 약 열흘이 걸린다. 그러나 툴루즈에서 A380 제조 과정을 5%밖에 볼 수 없다. 다양한 부품은 프랑스, 스페인, 독일, 영국 등에서 생산되기 때문이다. 대부분 유럽에서 제작되지만 각국은 자국에서 최대한 많은 제조가 이루어지길 원했다. 그래야 수많은 일자리가 생기기 때문이다. A380의 부품은 유럽 곳곳에서 생산된다. A380 부품 운반용으로 고안된 보르도시티라는 선박과 항공기를 통해서 운반된다. 선박은 독일에서 동체의 앞,뒤 부분을 싣고 출발한다. 그리고 영국에서 날개를 싣고, 프랑스 생 나자르르까지 운반된다. 그리고 선체 앞 부분과, 비행기 중간 부분도 싣고 보르도시티까지 운반된다. 그 다음 보르도시티는 포이항으로 가게 되어 부품을 바지선에 옮겨 실어 랑공까지 운반되고, 대형트럭에 싣고 이동한다. 이렇게 모든 부품이 각국에서 제작되어 툴루즈에서 조립되는 것이다. 조립이 끝난 비행기는 독일을 향해 날아간다. 이곳에서 객실을 만들고 색을 입힌다. 거대한 동체와 날개를 운반하는 것은 쉬운 일이 아니다. 도로도 새로 깔아야 했고, 수송 선박이나 차량이 다리 아래로 잘 빠져 나가는지 시설물에 무리가 없는지 확인해야 했기 때문이다. 이제 이런 물류 시스템은 잘 구축이 되었는데 공장이 유럽 전역에 흩어져 있어 생기는 문제도 있다. 2005년에 작업 장간의 조율 문제로 2년간 제작이 지연되기도 했다.
A380의 각 부품은 내구성 시험을 거쳤다. 첫 번째 날개 시제품의 내구성 테스트는 매우 엄격하게 시행되었다. 다른 A380 기체들로 2500시간의 비행 테스트를 거쳤다. 이때 비행기는 극한의 상황을 견뎌야 한다. 물로 덮인 활주로에서 착륙 시도를 하거나, -40도에서 모든 기기들이 잘 작동하는지도 테스트했으며 최대 하중을 실어 이륙 테스트도 실시했다. 또한 비행기가 지나간 자리 양 끝단에 난류가 형성되지 않는지도 확인해야 했다. 뒤따라오는 비행기가 위험할 수 있기 때문이다. 이륙이나 착륙시 A380과 다른 항공기간에는 더 긴 안전거리가 지켜져야 한다.
첫 비행은 2005년 4월 27일 툴루즈에서 실시됐다. 이 프로젝트를 10년 넘게 준비해온 엔지니어들에겐 중요한 순간이었다. 기술적인 결함이 있는지 확인했고 긴장속에서 3시간 50분의 첫 비행은 무사히 끝마쳤다. A380의 안전테스트에서 어둠속에서 탈출 테스트도 있었다.

## 모델

### A380-800
A380-800 모델은 A380 모델 중 유일하게 생산된 기종으로, 2007년 10월 25일 싱가포르 항공에 의해 최초로 취항하기 시작해 대한항공, 아시아나항공, 에어프랑스, 루프트한자, 중국남방항공, 에미레이트 항공, 콴타스 항공이 도입했다. 단계적인 성능을 향상시키는 프로그램이 있다. 기체 중량 경감과 업그레이드, 보다 효율적인 엔진을 탑재하고 있으며 현재 최대 이륙 중량의 증가에 의한 항속 거리의 연장 등이 검토되고 있다. 향상된 A380-800은 2013년에 영국항공이 최초로 도입하였다. 전일본공수도 이미 주문하였던 B787의 계속되는 인도 지연으로 인해 2008년에 주문했으나 수익성이 낮다는 이유로 2009년에 주문을 취소하여 무기한 보류되었고, 호놀룰루 노선에 투입하기 위하여 2016년 스카이마크 항공이 주문하였던 3대의 A380을 도입하기로 다시 결정하였다. 또한 노후된 에어 포스 원의 보잉 VC-25를 대체하기 위해 보잉 747-8과 마찬가지로 잠제적 교체 대상으로 거론 되었다가 보잉 747-8로 선정되었다.
엔진은 롤스로이스 홀딩스의 트렌트 900 엔진과 엔진 얼라이언스의 GP7200 엔진을 선택할 수 있다. 대한항공이 GP7200 엔진(861)을 적용하며, 아시아나항공은 트렌트 900(970형, 841)을 적용하고 있다. 콴타스 항공이 특이하게도 트렌트 900 중 972형 엔진(842)을 채택하고 있으며, 에미레이트 항공 역시 972형 엔진을 채택했다.

## 파생형

### A380-800F
A380-800F 모델로 안토노프 An-225 기종을 제외하면 사실상 가장 큰 적재 공간을 지닌 화물기로 당시 아랍에미리트의 항공사와 미국의 화물 항공사와 항공기 임대 업체인 에미레이트 항공, ILFC, 페덱스 익스프레스, UPS 항공이 주문하였고 실제로 일부 부품(날개)을 제작했으나 계속되는 지연으로 인해 주문이 취소되어 사실상 개발이 중지되었다. 하지만 화물기 시장 도입에 대해 키이스 스톤스트릿 A380 마케팅 총책임 부사장이 에어버스 A380도 화물기 시장에 주도할 수 있을 것이라고 말했다.

### A380-900
A380-900 모델은 미래에 파생형 기종으로 추가될 예정으로 실제로 에미레이트 항공과 같은 항공사들이 가능하면 당장이라도 주문하겠다는 발표를 한 적이 있으나 에어버스에서 아직 A380-900에 관한 공식 입장에 대해서 A380-800 기종이 안정될 때까지 개발이 연기되었다. A380-900은 A380-800의 확대 변형을 한 비행기로 A380-800보다 약간 길어지게 된다.

## 경제성
A380 출시 전까지의 가장 큰 (민항기)여객기는 보잉 747로 보잉 747의 최신 기종은 A380보다 길이가 더 기나 폭은 A380이 12미터 더 길다. 무엇 보다도 A380은 전체가 2층 구조로 되어 있기 때문에 동체 중 앞쪽만이 2층인 보잉 747에 비해 높이도 높다. A380이 보잉 747보다 길이는 짧아도 폭이 길고 높이가 높기 때문에 좌석을 더 많이 놓을 수 있게 된다.
이렇게 거대한 여객기를 만들때는 경제성과 성능을 따져야 한다. 보잉 747 최신 기종과 비교해 볼 경우 런던의 런던 히드로 공항과 싱가포르의 싱가포르 창이 국제공항 노선을 다니는 여객기를 살펴보면, 노선 길이 11,000km에 A380은 17만 3천리터, 보잉 747기는 14만 7천리터의 연료를 사용해야 된다. 그러나 A380에는 더 많은 승객이 탈 수 있으므로 승객 1인당 100 km 비행에 필요한 연료는 A380은 3리터, 보잉 747은 3.6리터로 A380이 더 적다고 볼 수 있다.
또한, 항공교통량이 지속적으로 증가하고 있고 이것이 전 세계 25개 공항에 집중되어 있다. 이런 공항의 사용료는 계속 비싸지고 있기 때문에 항공사는 한 번에 더 많은 승객을 태울 수 있는 비행기를 갖는 것이 더 유리하다. 예를 들어 1주일에 3,500명을 태우고자 할 경우 보잉 747기는 10번, A380은 7번만 운항하면 된다. 이런 비행기가 있으면 항공사는 절약을 할 수 있다. 연료도 줄이고, 환경오염도 적게 내며, 공항세도 적게 낼 수 있는 것이다. 에어버스는 A380기의 판매가 늘기를 기대하고 있다. 보잉은 A380에 대비해 더 큰 보잉 747 기종을 준비하고 있다. 에어버스도 수용인원 최대 950명까지 가능한 A380 신기종을 개발하고 있다. 이렇듯 에어버스와 보잉의 경쟁은 치열해지고 있다.

## 단종
그러나 출시된 지 얼마 지나지 않아 주문량은 오히려 줄어들기만 했다. 2011년 78대에 달했던 주문량은 2014년에는 13대, 2015년에는 단 2대에 불과했으며, 2016년에는 단 1대의 주문도 없었다. 설상가상으로 에미레이트 항공 등의 주문 취소까지 빗발치는 바람에, 결국 2019년 2월 14일 에어버스에서 단종을 결정했다. 그 까닭은 엄청나게 큰 덩치 때문에 막대한 유지비용을 감당하기 힘들었던 탓도 있었지만, 한 번 운항하게 되면 연료 소비량도 엄청나게 많았기 때문이었다.(한 번에 최대 320톤의 연료 소모) 게다가 세계 각국의 공항들이 A380에 맞춰서 활주로를 확장해야 했으며, 2층 구조에 맞게 터미널을 개조해야 했기 때문에 이에 부담스러워했던 항공사들이 A380의 구매를 꺼려했다.
마지막으로 인도받는 항공사는 3대를 주문한 전일본공수(841형)며, 전량 나리타 - 호놀룰루 노선에 투입한다.
낮은 경제성 때문에 이 기종의 조기 퇴역을 논의하는 항공사들이 조금씩 증가하고 있는데, 때마침 2020년 초에 벌어진 코로나19 사태가 벌어지며 해외여행 수요가 증발해 A380의 퇴역을 가속화했다. 에어 프랑스가 코로나19 사태 때문에 계획보다 빠른 2020년 5월 20일에 A380을 전량 퇴역시켰다. 싱가포르 항공도 리스사에 반납했으며, 해당 기체는 스크랩됐다. 루프트한자도 단계적으로 A380의 퇴역을 발표한 후, 모두 퇴역시켰다.
A380의 퇴역 여부에 대하여 별다른 반응을 내놓지 않았던 대한항공 역시 조원태 회장이 A380을 퇴역시키겠다고 발표했다.

## A380을 운용하는 항공사
- 2021년 7월 기준으로 다음과 같은 항공사들이 에어버스 A380기를 운항하고 있다.

| 항공사          | 도입일           |
| --------------- | ---------------- |
| 싱가포르 항공   | 2007년 10월 25일 |
| 에미레이트 항공 | 2008년 8월 1일   |
| 콴타스 항공     | 2008년 10월 20일 |
| 대한항공        | 2011년 6월 17일  |
| 중국남방항공    | 2011년 10월 17일 |
| 말레이시아 항공 | 2012년 7월 1일   |
| 영국항공        | 2013년 8월 2일   |
| 아시아나항공    | 2014년 6월 13일  |
| 카타르 항공     | 2014년 10월 10일 |
| 전일본공수      | 2019년 3월 20일  |

## 제원
|                         | A380-800                                                        | A380-800F                                               |
| ----------------------- | --------------------------------------------------------------- | ------------------------------------------------------- |
| 조종사                  | 2                                                               | 2                                                       |
| 좌석 배치               | 525 (3-class) 644 (2-class) 853 (1-class)                       | 12 couriers                                             |
| 길이                    | 72.73m                                                          | 72.73m                                                  |
| 날개 폭                 | 79.75m                                                          | 79.75m                                                  |
| 높이                    | 24.45m (건물9층높이)                                            | 24.45m (건물9층높이)                                    |
| 객실 폭                 | 6.58m (Main deck) 5.92m (Upper deck)                            | 6.58m (Main deck) 5.92m (Upper deck)                    |
| 날개 후퇴각             | 33.5°                                                           | 33.5°                                                   |
| 최대이륙중량 (MTOW)     | 569,000 kg                                                      | 590,000 kg                                              |
| 체공 중량               | 276,800 kg                                                      | 252,200 kg                                              |
| 운용한계속도 순항고도시 | 마하 0.89                                                       | 마하 0.89                                               |
| 최대속도                | 마하 0.96                                                       | 마하 0.96                                               |
| MTOW시 이륙거리         | 2750m                                                           | 2900m                                                   |
| 순항거리                | 15,200 km (8,200 nmi, 9,400 mi)                                 | 10,400 km (5,600 nmi, 6,400 mi)                         |
| 최대연료탑재량          | 323,546L (85,472US gal)                                         | 310,000L (81,893US gal), 323,546L (85,472US gal) option |
| 엔진 (4 x)              | GP7270 (A380-861) Trent 970/B (A380-841) Trent 972/B (A380-842) | GP7277 (A380-863F) Trent 977/B (A380-843F)              |
| 엔진 출력 (4 x)         | 311 kN - 355 kN                                                 | 311 kN - 355 kN                                         |

크기 비교. 안토노프 An-225 (초록), Hughes H-4 Hercules (금색), 보잉 747-8 (파랑), 에어버스 A380-800 (빨강).

Sources: Airbus A380 specifications

## 한국 방문
대한민국의 경우 2006년 11월 15일에 일반 상업 비행 시험차 인천국제공항을 방문하였고, 2007년 9월 5일에서 9월 7일 사이에 대한항공과 아시아나항공의 프로모션 비행차 인천국제공항을 다시 방문하였다. 대한항공은 5대를 발주 후 옵션 변환으로 3대를 더 추가 주문하였다.
아시아나항공에서 도입을 추진하였으나 A350을 주문하는 것으로 일단락되었지만, 2011년 1월 6일 A380 6대를 추가 주문하였다.
2009년 10월 25일부터 시작한 '2009 서울항공우주 및 방위산업 전시회'(2009 에어쇼)에 에어버스의 A380이 인천국제공항에 도착한 후 'See you soon! Korean Air'라는 랩핑을 한 후 성남 서울공항(공군 성남기지)에 A380을 전시하였다.

## 주요 사건 및 사고
- 2007년 9월 2일, 방콕 수완나품 공항에서 회전 중 지상요원과 조종사의 의사소통의 오류로 왼쪽 날개 끝 윙팁이 부서졌다.
- 2008년 1월 11일, 싱가포르 창이 국제공항에 착륙하던 기체가 활주로를 이탈하여 기체 일부가 파손됐다. 대기중인 승객들은 동일 항공사 소유의 777 기종으로 대체 운항하였다.
- 2008년 2월 19일, 연료펌프 문제로 A380의 운항이 취소되어 747로 대체되었다.
- 2010년 11월 3일, 콴타스 항공 32편 엔진 폭발 사고. 싱가포르발 시드니행 에어버스 A380-842가 인도네시아 서부 바탐 섬 상공을 지나던 중 4개의 엔진 중 1개가 폭발하여 싱가포르로 긴급 회항했다.
- 2011년 7월 21일, 대한항공의 A380기가 나리타 국제공항에 착륙하는 도중 돌풍에 휘말려 기체가 긁혔다.
- 2012년 1월 9일, 날개 부위의 지속된 균열로 호주공인항공정비사협회가 항공기의 운행 중단을 촉구했다.
- 2014년 12월 5일, 대한항공 086편 회항 사건과 관련하여 대한항공 여객기가 뉴욕에서 인천으로 향하던 도중 객실소란으로 뉴욕으로 회항한 사건이다.[29]
- 2017년 9월 30일, 파리에서 로스앤젤레스로 향하던 에어 프랑스 소속 A380-861의 한쪽 날개 엔진이 대서양 상공에서 폭발해 캐나다 래브라도의 구스베이 공항에 비상 착륙했다.[30]

## 참고 문헌
- 《Airbus A380 : Superjumbo of the 21st Century》Guy Norris, Mark Wagner (Photographer), Zenith Press, ISBN 978-0-7603-2218-5

## 같이 보기
- 맥도널 더글러스 MD-12